# 阿爾巴 (瓦萊州)
阿爾巴（法語：Arbaz）是瑞士的城鎮，位於該國南部，由瓦萊州負責管轄，面積19.29平方公里，海拔高度1,146米，2011年人口1,090，八成人口信奉羅馬天主教，人口密度每平方公里57人。

## 外部連結
- Official website （法文）